# 徐一范
徐一范（16世紀—1650年），字吳徵，號固城，南直隸應天府高淳縣人，明末清初政治人物。

## 生平
萬曆四十六年（1618年），徐一范舉應天鄉試，崇禎元年（1618年）成進士，獲授中書舍人出使楚國，楚王朱華奎嘉獎他的品行特意疏薦，得賜天街紅藥額，後考選山西道監察御史，因母親逝世回鄉，服闕起復補任河南道監察御史巡按河南，他顧念高淳，提出築東壩後改折本色一年賦稅，又曾捐資整理文廟、倡建永濟橋、修葺保聖寺塔及藏經樓，縣東門外南湖水漲令船隻多翻側，他在湖中建墩減殺水勢，人稱為「徐家墩」。
清朝定鼎，徐一范在順治初年歸順，順治五年（1648年）自禮部郎中外任山西按察司陽和兵備道僉事，姜瓖起義歸附南明時罵賊而死，事聞後得賜葬祭蔭一子，追贈光祿寺少卿。

## 引用
1. 1 2  民國《高淳縣志·卷十七·列傳》：徐一范，字吳徵，號固城，生而秀穎，性剛直，為諸生文多奇剏，舉明萬厯戊午第六人，崇正戊辰成進士，授中書奉差楚藩，珉王嘉其品概特疏薦之，賜天街紅藥額，考選山西道御史，丁內艱起復補河南道，差巡按河南，一范既貴念淳，自築東壩為蘇常受水漕糧永經改折，後以暫借本色一年遂因循未復，特奏請復改折如前大為桑梓惠，又嘗捐貲整理文廟、倡建永濟橋、修葺保聖寺塔及藏經樓，邑東門外南湖水漲舟多患覆溺，一范於湖中築墩殺水勢，即風急得繫纜落帆，舟過皆德之，識之曰「徐家墩」。順治初年復官禮部，轉大同兵憲，以兵譁難作死焉，事聞諭葬祭蔭一子，其祖父俱以前任封贈云。
2. ↑  《清世祖章皇帝實錄·卷四十》：（順治五年九月丙戌）禮部郎中徐一范為山西按察使司僉事。
3. ↑  《清世祖章皇帝實錄·卷四十七》：（順治七年二月）丙申宣大總督佟養量疏報，姜逆倡亂雲鎮……兵備道徐一范、渾源州知州榮爾奇、朔州知州王家珍罵賊死。
4. ↑  《清世祖章皇帝實錄·卷四十九》：（順治七年六月己丑）贈……陽和左衛兵備僉事道徐一范為光祿寺少卿。